# آلفرد مکرتچیان
آلفرد آرمناکی مکرتچیان (ارمنی: Ալֆրեդ Արմենակի Մկրտչյան؛  زادهٔ ۵ آوریل ۱۹۳۵- درگذشته ۵ فوریهٔ ۲۰۱۶) جراح اهل ارمنستان بود.

## زندگی‌نامه
وی در ۵ آوریل ۱۹۳۵ در لنیناکان به دنیا آمد و از دانشگاه پزشکی دولتی ایروان (۱۹۵۸) فارغ‌التحصیل گشت. همچنین برندهٔ جوایزی همچون مدال مخیتار هراتسی (۲۰۰۵) شده است. وی در ۵ فوریهٔ ۲۰۱۶ در سن ۸۰ سالگی درگذشت.

## یادداشت
1. ↑  բժշկական գիտությունների դոկտոր